# Morti nel 2020/Ottobre
| Questa pagina contiene informazioni ricavate automaticamente dalle voci biografiche con l'ausilio del template Bio e di un bot. L'aggiornamento è periodico e automatico e ricostruisce completamente la pagina. Se manca una persona in questa lista, sei pregato di non aggiungerla, ma accertati piuttosto che la sua voce biografica contenga il template Bio e che i dati anagrafici siano correttamente compilati. Se il template Bio manca, inseriscilo tu stesso o, in alternativa, metti l'avviso {{tmp\|Bio}} che ne segnala la mancanza. Se i dati riportati sono sbagliati, correggi direttamente la voce biografica; le modifiche saranno visibili in questa lista entro pochi giorni. Per chiarimenti vedi il progetto biografie. La lista contiene solo le 229 persone che sono citate nell'enciclopedia e per le quali è stato implementato correttamente il template Bio. Pagina aggiornata al 10 lug 2025. |

- 1º ottobre - Gregorio Agrigento, mafioso italiano (n. 1935)
- 1º ottobre - Serhij Atel'kin, calciatore ucraino (n. 1972)
- 1º ottobre - Tony Blue, mezzofondista australiano (n. 1936)
- 1º ottobre - Maud Hansson, attrice svedese (n. 1937)
- 1º ottobre - Gianfranco Lombardi, bassista, arrangiatore e direttore d'orchestra italiano (n. 1941)
- 1º ottobre - Derek Mahon, poeta irlandese (n. 1941)
- 1º ottobre - Barry Mahy, calciatore inglese (n. 1942)
- 1º ottobre - Murray Schisgal, drammaturgo statunitense (n. 1926)
- 1º ottobre - Christos Siopahas, regista e sceneggiatore cipriota (n. 1947)
- 1º ottobre - Michael Spivak, matematico statunitense (n. 1940)
- 2 ottobre - Luciano Ghezzi, bassista italiano (n. 1963)
- 2 ottobre - Bob Gibson, giocatore di baseball statunitense (n. 1935)
- 2 ottobre - Heinz Kördell, calciatore tedesco (n. 1932)
- 2 ottobre - Irina Slavina, giornalista russa (n. 1973)
- 3 ottobre - Thomas Jefferson Byrd, attore statunitense (n. 1950)
- 3 ottobre - Arturo Cacciamani, cestista argentino (n. 1933)
- 3 ottobre - Angelo Frigerio, bobbista italiano (n. 1926)
- 3 ottobre - Manrico Mansueti, scrittore, poeta e attivista italiano (n. 1935)
- 4 ottobre - Günter de Bruyn, scrittore tedesco (n. 1926)
- 4 ottobre - Giovanni D'Alise, vescovo cattolico italiano (n. 1948)
- 4 ottobre - Clark Middleton, attore statunitense (n. 1957)
- 4 ottobre - Carla Federica Nespolo, politica italiana (n. 1943)
- 4 ottobre - Philippe Salaün, fotografo francese (n. 1943)
- 4 ottobre - Kenzō Takada, stilista, designer e costumista giapponese (n. 1939)
- 4 ottobre - Renzo Zaffanella, politico italiano (n. 1929)
- 5 ottobre - Ignazio Aru, ciclista su strada italiano (n. 1937)
- 5 ottobre - Franco Bolelli, filosofo e saggista italiano (n. 1950)
- 5 ottobre - Ruth Klüger, scrittrice e docente statunitense (n. 1931)
- 5 ottobre - Hillary Makasa, calciatore zambiano (n. 1976)
- 5 ottobre - Margaret Nolan, attrice e modella britannica (n. 1943)
- 5 ottobre - Pietro Scandelli, ciclista su strada italiano (n. 1941)
- 6 ottobre - John Baring, VII barone Ashburton, nobile e dirigente d'azienda britannico (n. 1928)
- 6 ottobre - Folker Bohnet, attore, regista e drammaturgo tedesco (n. 1937)
- 6 ottobre - Herbert Feuerstein, giornalista, comico e conduttore televisivo austriaco (n. 1937)
- 6 ottobre - Eddie van Halen, chitarrista olandese (n. 1955)
- 6 ottobre - Oļegs Karavajevs, calciatore lettone (n. 1961)
- 6 ottobre - Bunny Lee, produttore discografico giamaicano (n. 1941)
- 6 ottobre - Johnny Nash, cantante e attore statunitense (n. 1940)
- 6 ottobre - Tommy Rall, attore e ballerino statunitense (n. 1929)
- 6 ottobre - Izumi Matsumoto, fumettista giapponese (n. 1958)
- 6 ottobre - Tony Vilar, cantante italiano (n. 1938)
- 6 ottobre - Suleiman Mahmud al-Obeidi, generale libico (n. 1949)
- 7 ottobre - Antony Carbone, attore statunitense (n. 1925)
- 7 ottobre - Manuel Guerra, nuotatore spagnolo (n. 1928)
- 7 ottobre - Jerzy Jokiel, ginnasta polacco (n. 1931)
- 7 ottobre - Franco Miotto, alpinista italiano (n. 1932)
- 7 ottobre - Mario Molina, chimico messicano (n. 1943)
- 7 ottobre - Charles Moore, ostacolista e velocista statunitense (n. 1929)
- 7 ottobre - Antonio Moretti, regista italiano (n. 1932)
- 8 ottobre - Ali Khalif Galaid, politico somalo (n. 1941)
- 8 ottobre - Camillo Bazzoni, regista e direttore della fotografia italiano (n. 1934)
- 8 ottobre - Samuel Burton, calciatore inglese (n. 1926)
- 8 ottobre - Jim Dwyer, scrittore e giornalista statunitense (n. 1957)
- 8 ottobre - Whitey Ford, giocatore di baseball statunitense (n. 1928)
- 8 ottobre - Brian Locking, bassista e armonicista britannico (n. 1938)
- 8 ottobre - Ram Vilas Paswan, politico indiano (n. 1946)
- 8 ottobre - Mohammad-Reza Shajarian, cantante e musicista iraniano (n. 1940)
- 9 ottobre - Massimo Campanini, islamista, storico della filosofia e traduttore italiano (n. 1954)
- 9 ottobre - Béatrice Stöckli, missionaria svizzera
- 9 ottobre - Karl Tatham, cestista e allenatore di pallacanestro britannico (n. 1956)
- 9 ottobre - Cecil Thiré, attore e doppiatore brasiliano (n. 1943)
- 9 ottobre - Quintilio Tombolini, giornalista e dirigente d'azienda italiano (n. 1941)
- 10 ottobre - Lolly Borg, calciatore e allenatore di calcio maltese (n. 1931)
- 10 ottobre - Giulio Cesare Gallenzi, politico italiano (n. 1931)
- 10 ottobre - Vasilij Kul'kov, allenatore di calcio e calciatore russo (n. 1966)
- 10 ottobre - Osvaldo Ruggieri, attore e doppiatore italiano (n. 1928)
- 11 ottobre - Vigdis Bente Mørdre, fondista norvegese (n. 1954)
- 11 ottobre - Fernando Lopes, nuotatore angolano (n. 1964)
- 11 ottobre - Ângelo Martins, calciatore portoghese (n. 1930)
- 11 ottobre - Donald Pellmann, atleta statunitense (n. 1915)
- 12 ottobre - Aldo Brovarone, designer italiano (n. 1926)
- 12 ottobre - Dario Cravero, politico e chirurgo italiano (n. 1929)
- 12 ottobre - Conchata Ferrell, attrice statunitense (n. 1943)
- 12 ottobre - Yehoshua Kenaz, scrittore e traduttore israeliano (n. 1937)
- 12 ottobre - Joe Morgan, giocatore di baseball statunitense (n. 1943)
- 12 ottobre - Litokwa Tomeing, politico marshallese (n. 1939)
- 13 ottobre - Alessandro Aramu, hockeista su prato, allenatore di hockey su prato e dirigente sportivo italiano (n. 1942)
- 13 ottobre - J. P. Clark, poeta e drammaturgo nigeriano (n. 1935)
- 13 ottobre - Chris Killip, fotografo britannico (n. 1946)
- 13 ottobre - Augusto Matine, allenatore di calcio e calciatore portoghese (n. 1947)
- 13 ottobre - Percy Schmeiser, agricoltore canadese (n. 1931)
- 13 ottobre - Elizabeth Wolgast, filosofa e scrittrice statunitense (n. 1929)
- 14 ottobre - Cesarino Carpanelli, ciclista su strada italiano (n. 1942)
- 14 ottobre - Gianfranco De Laurentiis, giornalista e conduttore televisivo italiano (n. 1939)
- 14 ottobre - Fred Dean, giocatore di football americano statunitense (n. 1952)
- 14 ottobre - Fabrizio Ferrigno, calciatore e dirigente sportivo italiano (n. 1973)
- 14 ottobre - Rhonda Fleming, attrice e cantante statunitense (n. 1923)
- 14 ottobre - Armando Herrera, cestista messicano (n. 1931)
- 14 ottobre - Herbert Kretzmer, giornalista e paroliere sudafricano (n. 1925)
- 14 ottobre - Kuniwo Nakamura, politico palauano (n. 1943)
- 14 ottobre - Dario Razzi, magistrato italiano (n. 1951)
- 14 ottobre - Ken Rice, giocatore di football americano statunitense (n. 1939)
- 15 ottobre - Antonio Ángel Algora Hernando, vescovo cattolico spagnolo (n. 1940)
- 15 ottobre - Bhanu Athaiya, costumista indiana (n. 1929)
- 15 ottobre - Sonja Edström, fondista svedese (n. 1930)
- 15 ottobre - Danil Khalimov, lottatore kazako (n. 1978)
- 15 ottobre - Renato Sacchi, tiratore a segno italiano (n. 1928)
- 15 ottobre - Jole Santelli, politica italiana (n. 1968)
- 15 ottobre - Fons Verplaetse, economista, banchiere e funzionario belga (n. 1930)
- 16 ottobre - Vitalij Evgen'evič Aksёnov, regista sovietico (n. 1931)
- 16 ottobre - László Branikovits, calciatore ungherese (n. 1949)
- 16 ottobre - Rodolfo Fischer, calciatore argentino (n. 1944)
- 16 ottobre - Gennadios Zervós, arcivescovo ortodosso greco (n. 1937)
- 16 ottobre - Rudi Hoffmann, calciatore tedesco (n. 1935)
- 16 ottobre - Rosy Mazzacurati, attrice italiana (n. 1935)
- 16 ottobre - Branko Rezar, calciatore e allenatore di calcio jugoslavo (n. 1932)
- 17 ottobre - Toshinori Kondō, trombettista giapponese (n. 1948)
- 17 ottobre - Bonaria Manca, pittrice italiana (n. 1925)
- 18 ottobre - Alfredo Cerruti, produttore discografico, autore televisivo e cantante italiano (n. 1942)
- 18 ottobre - René Felber, politico svizzero (n. 1933)
- 18 ottobre - Gordon Haskell, bassista e cantautore britannico (n. 1946)
- 18 ottobre - Tomás Herrera, cestista cubano (n. 1950)
- 18 ottobre - Jozef Obert, calciatore cecoslovacco (n. 1938)
- 18 ottobre - José Padilla, disc jockey e produttore discografico spagnolo (n. 1955)
- 19 ottobre - Ahmed Adghirni, attivista berbero (n. 1947)
- 19 ottobre - Spencer Davis, musicista e polistrumentista britannico (n. 1939)
- 19 ottobre - Gianni Dei, attore e cantante italiano (n. 1940)
- 19 ottobre - Luigi Franza, politico italiano (n. 1939)
- 19 ottobre - Silvino Fusati, cestista italiano (n. 1968)
- 19 ottobre - Enzo Mari, designer italiano (n. 1932)
- 19 ottobre - Gianni Montanari, traduttore e scrittore italiano (n. 1949)
- 19 ottobre - Jill Paton Walsh, scrittrice britannico (n. 1937)
- 19 ottobre - Wojciech Pszoniak, attore polacco (n. 1942)
- 19 ottobre - Alessandro Sanvito, scacchista e scrittore italiano (n. 1938)
- 19 ottobre - Giovanni Spinola, canottiere italiano (n. 1935)
- 19 ottobre - Jim Townsend, calciatore scozzese (n. 1945)
- 19 ottobre - Aldo Zargani, scrittore e superstite dell'Olocausto italiano (n. 1933)
- 20 ottobre - Mario Baruzzi, pugile italiano (n. 1946)
- 20 ottobre - Yogiraj Aruna Nath Giri, mistico argentino (n. 1941)
- 20 ottobre - Stuart MacKenzie, canottiere australiano (n. 1936)
- 20 ottobre - Bruno Martini, calciatore e allenatore di calcio francese (n. 1962)
- 20 ottobre - Bill Mathis, giocatore di football americano statunitense (n. 1938)
- 20 ottobre - Roberto Melchionda, saggista, giornalista e politico italiano (n. 1927)
- 20 ottobre - David Murray, pallanuotista britannico (n. 1925)
- 20 ottobre - Noria Nalli, giornalista, scrittrice e blogger italiana (n. 1965)
- 20 ottobre - James Randi, illusionista, divulgatore scientifico e personaggio televisivo canadese (n. 1928)
- 20 ottobre - Irina Skobceva, attrice sovietica (n. 1927)
- 20 ottobre - Renato Ugo, chimico italiano (n. 1938)
- 20 ottobre - Lea Vergine, critica d'arte e saggista italiana (n. 1936)
- 21 ottobre - Jesse Arnelle, cestista statunitense (n. 1933)
- 21 ottobre - Gordon Astall, calciatore inglese (n. 1927)
- 21 ottobre - Marge Champion, ballerina, coreografa e attrice statunitense (n. 1919)
- 21 ottobre - Dario Crapanzano, scrittore e pubblicitario italiano (n. 1939)
- 21 ottobre - Mario Henderson, giocatore di football americano statunitense (n. 1984)
- 21 ottobre - Frank Horvat, fotografo italiano (n. 1928)
- 21 ottobre - Paul Leduc, regista, sceneggiatore e produttore cinematografico messicano (n. 1942)
- 21 ottobre - Peter F. Secchia, politico, imprenditore e diplomatico statunitense (n. 1937)
- 21 ottobre - Viola Smith, batterista statunitense (n. 1912)
- 22 ottobre - Sara Barber, nuotatrice canadese (n. 1941)
- 22 ottobre - Giorgio Bernini, giurista e politico italiano (n. 1928)
- 22 ottobre - Matt Blair, giocatore di football americano statunitense (n. 1950)
- 22 ottobre - Angelo Boccardi, calciatore italiano (n. 1928)
- 22 ottobre - Gianni Farè, compositore, paroliere e cantautore italiano (n. 1942)
- 23 ottobre - David Barnes, velista neozelandese (n. 1958)
- 23 ottobre - Maria Grazia Bon, attrice italiana (n. 1943)
- 23 ottobre - Giusi La Ganga, politico italiano (n. 1948)
- 23 ottobre - Lenard Lakofka, autore di giochi statunitense (n. 1944)
- 23 ottobre - Ming Cho Lee, scenografo cinese (n. 1930)
- 23 ottobre - Ebbe Skovdahl, calciatore e allenatore di calcio danese (n. 1945)
- 23 ottobre - Jerry Jeff Walker, cantautore e chitarrista statunitense (n. 1942)
- 24 ottobre - Jung Soseong, scrittore sudcoreano (n. 1944)
- 24 ottobre - Germano Nicolini, partigiano italiano (n. 1919)
- 24 ottobre - Abdul Azim Bolkiah, principe, produttore cinematografico e attivista bruneiano (n. 1982)
- 24 ottobre - Bobby Smith, cestista e allenatore di pallacanestro statunitense (n. 1937)
- 24 ottobre - Pavel Syrčin, sollevatore sovietico (n. 1957)
- 24 ottobre - Krisztián Veréb, canoista ungherese (n. 1977)
- 25 ottobre - Francesco Aspesi, imprenditore, glottologo e orientalista italiano (n. 1938)
- 25 ottobre - Rosanna Carteri, soprano italiano (n. 1930)
- 25 ottobre - Romano Ghini, attore e doppiatore italiano (n. 1934)
- 25 ottobre - Lee Kun-hee, imprenditore sudcoreano (n. 1942)
- 25 ottobre - Alfiero Nena, scultore italiano (n. 1933)
- 25 ottobre - Izzat Ibrahim al-Douri, militare, guerrigliero e politico iracheno (n. 1942)
- 25 ottobre - Diane di Prima, poetessa statunitense (n. 1934)
- 26 ottobre - Richard Adjei, bobbista, giocatore di football americano e pallamanista tedesco (n. 1983)
- 26 ottobre - Giuseppe Brescia, filosofo italiano (n. 1945)
- 26 ottobre - Domenico Cianfriglia, attore e stuntman italiano (n. 1938)
- 26 ottobre - Jim Iverson, cestista e allenatore di pallacanestro statunitense (n. 1930)
- 26 ottobre - Eddie Johnson, cestista statunitense (n. 1955)
- 26 ottobre - Giuseppe Mauso, ciclista su strada italiano (n. 1932)
- 27 ottobre - Gian Piero Bona, poeta, scrittore e traduttore italiano (n. 1926)
- 27 ottobre - Roger Closset, schermidore francese (n. 1933)
- 27 ottobre - Fabrizio Dentice, scrittore e giornalista italiano (n. 1919)
- 27 ottobre - Gao Fengwen, calciatore e allenatore di calcio cinese (n. 1939)
- 27 ottobre - Bob Lochmueller, cestista e allenatore di pallacanestro statunitense (n. 1927)
- 27 ottobre - Marlene José Bento, cestista brasiliana (n. 1938)
- 27 ottobre - Jan Niemiec, vescovo cattolico polacco (n. 1958)
- 27 ottobre - Julia O'Faolain, scrittrice irlandese (n. 1932)
- 27 ottobre - Jimmy Orr, giocatore di football americano statunitense (n. 1935)
- 27 ottobre - Gilberto Penayo, calciatore paraguaiano (n. 1933)
- 27 ottobre - Andrea Tabanelli, giocatore di curling italiano (n. 1961)
- 27 ottobre - Oliviero Visentin, calciatore italiano (n. 1936)
- 28 ottobre - Giorgio Carta, politico italiano (n. 1938)
- 28 ottobre - Leanza Cornett, modella, conduttrice televisiva e attrice statunitense (n. 1971)
- 28 ottobre - Anthony Soter Fernandez, cardinale e arcivescovo cattolico malese (n. 1932)
- 28 ottobre - Leo Hebert, giocatore di curling canadese (n. 1931)
- 28 ottobre - Pino Scaccia, giornalista, scrittore e blogger italiano (n. 1946)
- 28 ottobre - Billy Joe Shaver, cantautore, paroliere e attore statunitense (n. 1939)
- 28 ottobre - Tracy Smothers, wrestler statunitense (n. 1962)
- 29 ottobre - Angelika Amon, biologa austriaca (n. 1967)
- 29 ottobre - Bruno Maggioni, biblista italiano (n. 1932)
- 29 ottobre - Enzo Porta, violinista italiano (n. 1931)
- 29 ottobre - J.J. Williams, rugbista a 15 gallese (n. 1948)
- 29 ottobre - Enore Zaffiri, compositore e musicista italiano (n. 1928)
- 29 ottobre - Slaven Zambata, calciatore jugoslavo (n. 1940)
- 29 ottobre - Giuseppe Zurlo, politico e giornalista italiano (n. 1926)
- 29 ottobre - Damir Šutevski, calciatore jugoslavo (n. 1954)
- 30 ottobre - Herb Adderley, giocatore di football americano statunitense (n. 1939)
- 30 ottobre - Robert Fisk, giornalista britannico (n. 1946)
- 30 ottobre - Farkhonda Hassan, geologa egiziana (n. 1930)
- 30 ottobre - Jenteal, attrice pornografica statunitense (n. 1976)
- 30 ottobre - Žarko Knežević, cestista jugoslavo (n. 1947)
- 30 ottobre - Jean-Marie Le Chevallier, politico francese (n. 1936)
- 30 ottobre - Luigi Massignan, psichiatra e partigiano italiano (n. 1919)
- 30 ottobre - Jan Myrdal, scrittore, regista e attivista svedese (n. 1927)
- 30 ottobre - Nélson Couto e Silva Marques Lisboa, cestista brasiliano (n. 1934)
- 30 ottobre - Ove Nygren, sciatore alpino norvegese (n. 1968)
- 30 ottobre - Amfilohije Radović, arcivescovo ortodosso montenegrino (n. 1938)
- 30 ottobre - Ambrogio Ravasi, vescovo cattolico e missionario italiano (n. 1929)
- 30 ottobre - Lon Satton, attore statunitense (n. 1927)
- 30 ottobre - Nobby Stiles, calciatore e allenatore di calcio britannico (n. 1942)
- 30 ottobre - Aleksandr Vedernikov, direttore d'orchestra russo (n. 1964)
- 30 ottobre - Arthur Wills, musicista, compositore e organista britannico (n. 1926)
- 30 ottobre - Mesut Yılmaz, politico turco (n. 1947)
- 31 ottobre - Sean Connery, attore e produttore cinematografico scozzese (n. 1930)
- 31 ottobre - Iba Der Thiam, storico e politico senegalese (n. 1937)
- 31 ottobre - Mario Donen, attore italiano (n. 1935)
- 31 ottobre - MF Doom, rapper e produttore discografico britannico (n. 1971)
- 31 ottobre - Arturo Lona Reyes, vescovo cattolico messicano (n. 1925)
- 31 ottobre - Marius Žaliūkas, calciatore lituano (n. 1983)